# Miramax
Miramax, LLC, cunoscută anterior ca Miramax Films, este o companie americană independentă de producție de film și televiziune și companie de distribuție fondată în 1979 de către Harvey și Bob Weinstein cu sediul în Los Angeles, California. Numele său provine din combinarea prenumelor părinților lor, Miriam și Max.
A fost la început o companie conducătoare de producție și distribuire de filme independente până în 1993 când a fost cumpărată de The Walt Disney Company. În 2010, Disney a vândut Miramax la Filmyard Holdings, o companie mixtă deținută de Colony NorthStar, Tutor-Saliba Corporation și Qatar Investment Authority. În 2016, beIN Media Group a cumpărat compania, iar mai târziu în 2020 ViacomCBS (mai târziu Paramount Global) a cumpărat 49% din acțiuni, cu restul de 51% fiind rămase la beIN.

## Filme

### Anii 1980
- Roadshow (1980)
- Spaced Out (1981)
- The Burning (1981)
- The Secret Policeman's Other Ball (1982)
- Ziggy Stardust and the Spiders from Mars (1983)
- Eréndira (1984)
- Edith și Marcel (1984)
- The Missing Link (1984)
- Crossover Dreams (1985)
- Câinele care a oprit războiul (1985)
- Cool Change (1986)
- Frog Dreaming (1986)
- Twist and Shout (1986)
- Playing for Keeps (1986)
- Working Girls (1987)
- Ghost Fever (1987)
- I've Heard the Mermaids Singing (1987)
- TV. B-29 (1987)
- Crazy Moon (1987)
- The Magic Snowman (1987)
- Un nou început (1988)
- Gandahar (1988)
- Mio în regatul de nicăieri (1988)
- Caribe (1988)
- Going Undercover (1988)
- Aria (1988)
- Linia subțire albastră (1988)
- Rowing with the Wind (1988)
- Dakota (1988)
- Pelle Cuceritorul (1988)
- Warm Nights on a Slow Moving Train (1989)
- Sălbăticie (1989)
- Scandal (1989)
- The Return of Swamp Thing (1989)
- Sex, minciuni și casete video (1989)
- The Little Thief (1989)
- The Girl in a Swing (1989)
- Animal Behavior (1989)
- Stepfather II (1989)
- Piciorul meu stâng (1989)

### Anii 1990
- Strike It Rich (1990)
- Torrents of Spring (1990)
- Cinema Paradiso (1990)
- Bucătarul, hoțul, soția hoțului și amantul ei (1990)
- Mama, There's A Man in Your Bed (1990)
- Tie Me Up! Tie Me Down! (1990)
- Strapless (1990)
- King of the Wind (1990)
- Dincolo de aparențe (1990)
- The Lemon Sisters (1990)
- Război în viitor (1990)
- The Tall Guy (1990)
- Das schreckliche Mädchen (1990)
- The Krays (1990)
- Domnul și Doamna Bridge (1990)
- Escrocii (1990)
- Lungul drum către casă (1990)
- Ay Carmela (1991)
- Ju Dou (1991)
- Paris is Burning (1991)
- Dancin' Thru the Dark (1991)
- Înecați în serie (1991)
- Journey of Hope (1991)
- Harley (1991)
- Agitație în Harlem (1991)
- Auntie Danielle (1991)
- În pat cu Madonna (1991)
- Ambiție (1991)
- Stanno tutti bene (1991)
- The Reflecting Skin (1991)
- Miracolul (1991)
- Bullet in the Head (1991)
- Abel (1991)
- Luptătorul (1991)
- Iron & Silk (1991)
- Pastime (1991)
- Uranus (1991)
- Încurcături la Vatican (1991)
- Antonia and Jane (1991)
- A Grande Arte (1991)
- Kafka (1991)
- Cărțile lui Prospero (1991)
- Viața dublă a Veronicăi (1991)
- Curcubeul întunecat (1991)
- Young Soul Rebels (1991)
- Toc înalt și minte brici (1991)
- Ascultă-mi cântecul (1991)
- Seducție și șantaj (1992)
- American Dream (1992)
- Sfârșit de război în Mediterană (1992)
- Delicatessen (1992)
- K2, muntele morții (1992)
- Europa (1992)
- Incident at Oglala (1992)
- Aprilie fermecat (1992)
- Johnny Suede (1992)
- Freddie as F.R.O.7 (1992)
- Bob Roberts (1992)
- Sarafina! (1992)
- Breaking the Rules (1992)
- Profesioniștii crimei (1992)
- Urga (1992)
- Rampage (1992)
- Spotswood (1992)
- Sumo Do, Sumo Don't (1992)
- Jocul lacrimilor (1992)
- Prietenele (1992)
- Dansuri de societate (1993)
- Ca apa în ciocolată (1993)
- Ethan Frome (1993)
- Just Another Girl on the I.R.T. (1993)
- The Opposite Sex and How to Live with Them (1993)
- Harta sufletului (1993)
- The Night We Never Met (1993)
- Castele din cărți de joc (1993)
- Benefit of the Doubt (1993)
- Tom și Jerry: Filmul (1993)
- Especially on Sunday (1993)
- Cidul (1993)
- Pământul Eternei Tinereți (1993)
- Dust Devil (1993)
- Adio, concubina mea! (1993)
- Ruby Cairo (1993)
- Pianul (1993)
- The Snapper (1993)
- Trei Culori: Albastru (1993)
- Trei Culori: Alb (1994)
- Mother's Boys (1994)
- Casa spiritelor (1994)
- Corbul (1994)
- Desperate Remedies (1994)
- Micul Buddha (1994)
- Ciao, Professore! (1994)
- Fresh (1994)
- Pulp Fiction (1994)
- Împușcături pe Broadway (1994)
- Funcționarii (1994)
- Sirenele (1994)
- Heavenly Creatures (1994)
- Cercul vicios al doamnei Parker (1994)
- Camilla (1994)
- Tom & Viv (1994)
- Regina Margot (1994)
- Pret-a-Porter: Crimă în lumea modei (1994)
- Trei Culori: Roșu (1994)
- Strawberry and Chocolate (1995)
- Printre măslini (1995)
- Federal Hill (1995)
- Exotica (1995)
- Vis împlinit (1995)
- Priest (1995)
- Roadflower (1995)
- Alesul din fotografie (1995)
- Englezul care a urcat o colină, dar a coborât un munte (1995)
- Gordy (1995)
- The Glass Shield (1995)
- Fum de țigară (1995)
- Poștașul (1995)
- Frumoasa zilei (1995, relansare)
- The Crude Oasis (1995)
- Dead Tired (1995)
- Viața la țară (1995)
- Unzipped (1995)
- Arabian Knight (1995)
- Nevinovatul (1995)
- Vacanță în aprilie (1995)
- The Horseman on the Roof (1995)
- Babilon în Brooklyn (1995)
- Chemarea Afroditei (1995)
- The Star Maker (1995)
- Călătoria lui August King (1995)
- Răzbunarea (1995)
- O zi de neuitat (1995)
- Ce să faci în Denver după moarte (1995)
- Georgia (1995)
- Cry the Beloved Country (1995)
- Patru camere (1995)
- Restaurație (1995)
- Băieți de cartier (1996)
- French Twist (1996)
- De la apusul la răsăritul soarelui (1996)
- Poveste fără sfârșit III (1996)
- Fete frumoase (1996)
- Chungking Express (1996)
- Cochetând cu dezastrul (1996)
- Fidelitate (1996)
- Jane Eyre (1996)
- The Stendhal Syndrome (1996)
- Captives (1996)
- Identitate furată (1996)
- Dead Man (1996)
- Despre dragoste și umbre (1996)
- Norma Jean și Marylin (1996)
- În plin soare (1996, relansare)
- Vizitatorii (1996)
- Walking and Talking (1996)
- Trainspotting - Din viață scapă cine poate (1996)
- Billy's Holiday (1996)
- Emma (1996)
- Basquiat (1996)
- Corbul: Orașul îngerilor (1996)
- The Shooter (1996)
- Curdled (1996)
- Microcosmos (1996)
- Hard Core Logo (1996)
- Pierde-vară (1996)
- True Blue (1996)
- Ridicol (1996)
- Tăișul (1996)
- Pacientul englez (1996)
- Ruth (1996)
- Victory (1996)
- Camera lui Marvin (1996)
- Toți spun: Te iubesc! (1997)
- Stratagema (1997)
- Kolja (1997)
- Să atingi stelele (1997)
- Rhyme & Reason (1997)
- The Substance of Fire (1997)
- Iubiri încurcate (1997)
- Cosi (1996)
- Children of the Revolution (1997)
- Dependenți de dragoste (1997)
- Fanfara învingătorilor (1997)
- Squeeze (1997)
- Robinson Crusoe (1997)
- Temptress Moon (1997)
- Shall We Dance? (1997)
- Doamna Brown (1997)
- Love serenade (1997)
- Orașul polițiștilor (1997)
- How the Toys Saved Christmas (1997)
- Iubirea e un lucru foarte mare (1997)
- Mouth to Mouth (1997)
- Casa tuturor posibilităților (1997)
- Pasiune înșelătoare (1997)
- Bun venit la Sarajevo (1997)
- Office Killer (1997)
- Good Will Hunting (1997)
- Jackie Brown (1997)
- Dorințe deșarte (1997)
- Shades of Fear (1997)
- Jerry și Tom (1998)
- Four Days in September (1998)
- Little City (1998)
- God Said Ha! (1998)
- Cu ochii deschiși (1998)
- Prețul libertății (1998)
- The Big One (1998)
- Sonatine (1998)
- Viața la 17 ani (1998)
- Întâlnirea de zece ani (1998)
- Dincolo de uși (1998)
- The Truce (1998)
- Artemisia (1998)
- Beyond Silence (1998)
- Totul pentru dragoste (1998)
- Furia (1998)
- Hav Plenty (1998)
- Semnale de fum (1998)
- Telling You (1998)
- Domnișoarele din Rochefort (1998, relansare)
- Urmează stația Paradis (1998)
- Studio 54 (1998)
- All I Wanna Do (1998)
- Firelight (1998)
- Quintă royală (1998)
- Monument Ave. (1998)
- The Bear (1998)
- Puternicii (1998)
- Life is Beautiful (1998)
- Vorbești de lup și... (1998)
- Velvet Goldmine (1998)
- Celebritate (1998)
- Vânătorul de vedete (1998)
- Shakespeare îndrăgostit (1998)
- Capcanele seducției (1998)
- În deltă (1998)
- Sweet Revenge (1998)
- Children of Heaven (1999)
- Get Bruce (1999)
- O fată minunată (1999)
- Idolii de altădată (1999)
- Cu așa prieteni (1999)
- O plimbare pe lună (1999)
- The Mighty Peking Man (1999, relansare)
- Casă dulce casă (1999)
- Soțul ideal (1999)
- Fiul meu, fanaticul (1999)
- Escrocherii financiare (1999)
- Amanții de pe Pont-Neuf (1999)
- Viața mea de până acum (1999)
- Să facem cunoștință (1999)
- În voia sorții (1999)
- B. Monkey (1999)
- My Voyage to Italy (1999)
- Guinevere (1999)
- Evadare în Texas (1999)
- The Grandfather (1999)
- Muzica inimii (1999)
- Prințesa Mononoke (1999)
- Dogma (1999)
- Familia din Mansfield Park (1999)
- Spanish Fly (1999)
- Focul sacru (1999)
- Legea Pământului (1999)
- Diamante (1999)
- Talentatul domn Ripley (1999)

### Anii 2000
- Îndrăgostiți... ca  la 16 ani (2000)
- Orient în accident (2000)
- Cu tine, pentru totdeauna (2000)
- Nemuritorul (2000)
- Human Traffic (2000)
- Hamlet (2000)
- Zadarnicele chinuri ale dragostei (2000)
- Butterfly's Tongue (2000)
- Asterix și Obelix contra lui Cezar (2000)
- Legea tăcerii (2000)
- Schimb de vieți (2000)
- Noaptea unei zile grele (2000, relansare)
- Pasiune neîmblânzită (2000)
- Malèna (2000)
- Vatel (2000)
- Ciocolată cu dragoste (2001)
- The Taste of Others (2001)
- Idile de salon (2001)
- Sedus și abandonat (2001)
- Jurnalul lui Bridget Jones (2001)
- Calle 54 (2001)
- Totul despre Adam (2001)
- The Son's Room (2001)
- The Closet (2001)
- Everybody's Famous! (2001)
- Apocalypse Now Redux (2001)
- Idila căpitanului Corelli (2001)
- Muschetarul (2001)
- Noroc în dragoste (2001)
- Iron Monkey (2001)
- Cinci băieți după o fată (2001)
- Tata și restul (2001)
- Amélie (2001)
- Baran (2001)
- Behind the Sun (2001)
- Piñero (2001)
- Iris (2001)
- În dormitor (2001)
- Kate și Leopold (2001)
- Știri de acasă (2002)
- Italian for Beginners (2002)
- Nevastă la pachet (2002)
- Cât reziști fără sex? (2002)
- Vara furată (2002)
- Enigma (2002)
- Ce-nseamnă să fii onest (2002)
- Întâlnire cu bucluc (2002)
- Mormolocul (2002)
- Legături nebune (2002)
- Cypher (2002)
- Tom Degețel și Degețica (2002)
- Astérix și Obélix: Misiune Cleopatra (2002)
- The Best of Tokyo Pig (2002)
- Comedian (2002)
- Pokémon 4Ever (2002)
- Naqoyqatsi (2002)
- Warriors of Virtue: The Return to Tao (2002)
- Frida (2002)
- Cu vârf și îndesat (2002)
- Trezindu-te în Reno (2002)
- Ararat (2002)
- Drumul spre libertate (2002)
- Bandele din New York (2002)
- Pinocchio (2002)
- Speakeasy (2002)
- Chicago (2002)
- Confesiunile unei minți periculoase (2002)
- Orașul zeilor (2003)
- Banditul din Dublin (2003)
- Orele (2003)
- Un american liniștit (2003)
- Stewardesa (2003)
- Disfunktional Family (2003)
- Cu cărțile pe masă (2003)
- Mașina albastră (2003)
- Only the Strong Survive (2003)
- Pokémon Heroes (2003)
- Jet Lag (2003)
- Viața în Londra (2003)
- Bișnițari în uniformă (2003)
- Surorile de la azilul Magdalene (2003)
- The Battle of Shaker Heights (2003)
- Bionicle: Mask of Light (2003)
- Duplex (2003)
- Vieți încrucișate (2003)
- Kill Bill: Volumul 1 (2003)
- Pata umană (2003)
- Master and Commander: La capătul pământului (2003)
- The Barbarian Invasion (2003)
- Cold Mountain (2003)
- Copilu' lu' tăticu' (2004)
- Dans murdar 2: Nopți în Havana (2004)
- Fetița din Jersey (2004)
- Fotbal Shaolin (2004)
- Ella Fermecată (2004)
- I'm Not Scared (2004)
- You Can't Stop the Murders (2004)
- Paul McCartney: Music & Animation (2004)
- Kill Bill: Volumul 2 (2004)
- Valentín (2004)
- Pokémon: Jirachi—Wish Maker (2004)
- Zatōichi (2004)
- Carolina (2004)
- Garden State (2004)
- Hero (2004)
- Afaceri infernale (2004)
- My Name is Modesty (2004)
- Să dansăm? (2004)
- Bionicle 2: Legends of Metru Nui (2004)
- Cum sa ascunzi un câine în New York (2004)
- Bridget Jones: La limita rațiunii (2004)
- In Search of Santa (2004)
- Finding Neverland (2004)
- The Chorus (2004)
- Aviatorul (2004)
- Pokémon: Destiny Deoxys (2005)
- Mireasă și prejudecată (2005)
- The Best of Youth (2005)
- Dragă Frankie (2005)
- Ostaticul (2005)
- Beyblade: Fierce Battle (2005)
- Tânăr și deprimat în America (2005)
- Twin Sisters (2005)
- Renăscut din cenușă (2005)
- The Warrior (2005)
- Răpire contra cronometru (2005)
- Marele Raid (2005)
- Frații Grimm (2005)
- My Scene Goes Hollywood: The Movie (2005)
- Boboc sub acoperire (2005)
- Un alt inceput (2005)
- Daltry Calhoun: Tată fără voie (2005)
- Go Hugo Go (2005)
- Hugo the Movie Star (2005)
- Dovada (2005)
- Bionicle 3: Web of Shadows (2005)
- Show Me (2005)
- Fără control (2005)
- Two Hands (2005)
- Undertaking Betty (2005)
- Matadorul (2005)
- Un spion și jumătate (2006)
- Tsotsi (2006)
- Cizme deocheate (2006)
- Comedie de groază 4 (2006)
- În pas cu familia Stein (2006)
- The Heart of the Game (2006)
- Once in a Lifetime: The Extraordinary Story of the New York Cosmos (2006)
- Un ascultător în noapte (2006)
- Holywoodland (2006)
- Renaissance (2006)
- Regina (2006)
- Idilă prin efracție (2007)
- Iscoada (2007)
- Marea farsă (2007)
- The Golden Door (2007)
- Eagle vs Shark (2007)
- No. 2 (2007)
- Jane (2007)
- Dispărută fără urmă (2007)
- Nu există țară pentru bătrâni (2007)
- Scafandrul și fluturele (2007)
- Va curge sânge (2007)
- City of Men (2008)
- Oameni serioși (2008)
- Repriza (2008)
- Întoarcere la Brideshead (2008)
- Alb orbitor (2008)
- Despre fericire și alte nimicuri (2008)
- Băiatul în pijama vărgată (2008)
- Preotul Spanley (2009)
- Adventureland (2009)
- Chéri (2009)
- Gustul fructului oprit (2009)
- Un tată responsabil (2009)
- Cu toții sunt bine (2009)

### Anii 2010
- Schimbul (2010)
- The Tempest (2010)
- Aventură de-o noapte (2011)
- Nu-ți fie frică de întuneric (2011)
- Datorie de onoare (2011)
- Sin City: Am ucis pentru ea (2014)
- Nuntași de închiriat (2015)
- Mr. Holmes (2015)
- Clasa bogată (2015)
- Prima întâlnire (2016)
- Cea de-a 9-a viață a lui Louis Drax (2016)
- Bridget Jones însărcinată (2016)
- Moșul cel rău 2 (2016)
- Whitney (2018)
- Halloween (2018)
- Jay and Silent Bob Reboot (2019)

### Anii 2020
- Gangsteri cu stil (2020)
- Uncle Frank (2020)
- Orașul minciunilor (2021)
- Furia unui singur om (2021)
- Un băiat minunat (2021)
- Halloween: Noaptea crimelor (2021)
- Mamă/Android (2021)
- Mărturisește, Fletch! (2022)
- Halloween: Sfârșitul (2022)
- Sick (2023)
- Operațiunea Fortune: Urzeala războiului (2023)
- Tați bătrâni (2023)
- The Holdovers (2023)
- The Beekeeper: Răzbunare iminentă (2024)
- Exorcism: Mântuirea (2024)
- Strange Darling (2024)
- Here (2024)
- Inheritance (2025)
- Bridget Jones: Mad About the Boy (2025)
- Roofman (2025)
- The Home (2025)
- Scary Movie 6 (2026)

## Seriale

### Anii 1980
- The World of David the Gnome (1987)

### Anii 1900
- Wasteland (1999–2000)

### Anii 2000
- Clerks: The Animated Series (2000–2002)
- Project Greenlight (2001–2015)
- Glory Days (2002)
- Tokyo Pig (2002–2003)
- Semi-Homemade Cooking with Sandra Lee (2003)
- Project Runway (2004–2011)

### Anii 2010
- De la apusul la răsăritul soarelui (2014–2016)
- Crow's Blood (2017)

### Anii 2020
- Spy City (2020)
- Project Greenlight: A New Generation (2023–prezent)
- The Turkish Detective (2023–prezent)
- Gangsteri cu stil (2024–prezent)
- Orașul zeilor: Lupta continuă (2024–prezent)

## Vezi și
- Dimension Films